# Bert Roesems
Bert Roesems (Halle, 14 d'octubre de 1972) va ser un ciclista belga que fou professional entre 1997 i 2009.
Especialista en la disciplina contra el cronòmetre ha aconseguit la majoria de les seves victòries en aquesta modalitat. El 2004 aconseguí els seus millors resultats, amb la victòria al Campionat de Bèlgica de contrarellotge, a la Volta a la Baixa Saxònia i a la Chrono des Herbiers.

## Palmarès
- 1996
  -  Campió de Bèlgica amateur
- 1997
  - 1r a l'OZ Wielerweekend
- 1998
  - 1r a la Fletxa costanera
- 1999
  - 1r al Tour de la Somme i vencedor d'una etapa
  - Vencedor d'una etapa de l'OZ Wielerweekend
  - Vencedor d'una etapa del Circuit Franco-belga
- 2001
  -  Campió de Bèlgica de persecució
  - 1r a la Brussel·les-Ingooigem
  - Vencedor d'una etapa del Tour de la Somme
  - Vencedor d'una etapa del Tour de la Regió valona
- 2002
  - Vencedor d'una etapa de la Volta a Bèlgica
  - Vencedor d'una etapa de la Volta a Suècia
- 2003
  - 1r al Gran Premi de Denain
  - Vencedor d'una etapa de la Cursa de la Solidaritat Olímpica
  - Vencedor d'una etapa del Gran Premi Erik Breukink
- 2004
  -  Campió de Bèlgica de CRI
  - 1r a la Volta a la Baixa Saxònia i vencedor d'una etapa
  - 1r a la Chrono des Herbiers
  - Vencedor d'una etapa de la Volta a Bèlgica
- 2005
  - 1r a la Brussel·les-Ingooigem
- 2006
  - 1r a la Nokere Koerse

### Resultats al Giro d'Itàlia
- 2006. 123è de la classificació general

### Resultats a la Volta a Espanya
- 2004. Abandona (12a etapa)
- 2007. Abandona (7a etapa)